# Perozes II
Perozes II (em grego: Περόζης / Περώζης; romaniz.: Perózēs / Perṓzēs; em persa médio: 𐭯𐭩𐭫𐭥𐭰; romaniz.: Pērōz), também chamado Gusnaspe-Bandé, foi xainxá do Império Sassânida por um curto período de tempo em 631 antes de ser assassinado pelos nobres sassânidas. Era filho filho de Ma-Adur Guspasne e Caarducte, filha de Iasdandade, filho de Cosroes I (r. 531–579).

## Nome
Perozes (Περόζης / Περώζης, Perózēs / Perṓzēs) é a forma grega do persa médio Peroz (𐭯𐭩𐭫𐭥𐭰, Pērōz), "Vitorioso", que derivou do persa antigo Pariauja (*Pariaujah; de *pari, "em torno", e *aujah, "força, poder"). Foi registrado em parta como Peroze (Pērōž), em persa novo como Piruz (پیروز, Pīrūz), em árabe Firuz (فَيْرُوز, Fīrūz), em georgiano como Peroze / Peroz (em georgiano: პეროჟ / პეროზ; romaniz.: Pʼerož / Pʼeroz) e em armênio como Peroz (Պերոզ).